# Irlandès primitiu
L'irlandès primitiu, paleoirlandès o irlandès arcaic (en irlandès, Gaeilge Ársa), és la forma coneguda més antiga de l'irlandès i, per tant, de les llengües goidèliques, coneguda només a partir de fragments, en gran part noms personals, gravats en pedra en alfabet ogham a Irlanda i a la Gran Bretanya occidental des dels voltants del segle iv fins als segles VII o viii.

## Característiques
Les inscripcions oghàmiques transcrites, que manquen de lletra per al fonema /p/, mostren que l'irlandès primitiu era molt semblant en morfologia i flexió al gal, al llatí, al grec i al sànscrit. Aquesta llengua arcaica té poques característiques distintives de l'irlandès modern i és difícil de reconèixer com una forma d'irlandès.
Actualment, es coneixen més de 300 inscripcions en ogham a Irlanda, incloent-hi les 121 trobades al comtat de Kerry i les 81 al comtat de Cork, i més de 75 que es van trobar fora d'Irlanda i a l'oest de la Gran Bretanya i l'Illa de Man. A més, se n'han descobert 40 a Gal·les, on tribus irlandeses es van assentar al segle iii, i unes 30 a Escòcia, tot i que algunes estan escrites en llengua picte. Moltes de les inscripcions de la Gran Bretanya són bilingües en irlandès i en llatí, però cap d'aquestes mostra cap signe d'influència del cristianisme o de la tradició epigràfica cristiana, cosa que suggereix que daten d'abans del 391, quan el cristianisme es va convertir en la religió oficial de l'Imperi Romà; només una dotzena d'inscripcions irlandeses en mostren algun rastre.
La majoria de les inscripcions oghàmiques són memorials que consisteixen en el nom del difunt en el cas genitiu, seguit de MAQI, MAQQI, 'del fill' (en irlandès modern: mic), i el nom del seu pare; o AVI, AVVI, 'del net' (en irlandès modern: uí) i el nom de l'avi: per exemple: DALAGNI MAQI DALI, '[la pedra] de Dalagnos, fill de Dalos'. De vegades, l'expressió MAQQI MUCOI, 'del fill de la tribu', s'utilitza per a mostrar l'afiliació tribal. Algunes inscripcions es van crear per ser senyalitzadores de límits territorials.

## Evolució a l'irlandès antic
L'irlandès antic, escrit a partir del segle vi, presenta moltes de les característiques distintives de l'irlandès, incloent-hi les consonants amples i palatalitzades, les mutacions inicials com a resultat de la pèrdua de finals de mot flexius, i grups consonàntics creats a partir de la pèrdua de síl·labes àtones, juntament amb un nombre de canvis vocàlics i consonàntics, com la presència de la lletra p.
Com a exemple, un rei de Leinster del segle v, el nom del qual apareix en les llistes reials i en annals en irlandès antic com a Mac Caírthinn Uí Enechglaiss, és recordat en una inscripció en ogham prop d'on va morir. Aquest text dona la versió en irlandès primitiu del seu nom (en el cas genitiu), com a MAQI CAIRATINI AVI INEQUAGLAS. De la mateixa manera, els Corcu Duibne, un poble del comtat de Kerry conegut des de les fonts en irlandès antic, és recordat en diverses pedres en el seu territori com a DOVINIAS. L'antic irlandès filed, 'poeta' (genitiu), apareix en ogham com a VELITAS. En cada cas, el desenvolupament de l'irlandès primitiu en irlandès antic mostra la pèrdua de les síl·labes àtones i la lenició o el canvi fonètic en algunes consonants.
Aquests canvis, traçats per la lingüística diacrònica, no són inusuals en el desenvolupament de les llengües, però sembla que van tenir lloc d'una forma inusualment ràpida en irlandès. Segons una teoria proposada per John T. Koch, aquests canvis coincideixen amb la conversió al cristianisme i la introducció de l'aprenentatge del llatí. Totes les llengües tenen diversos registres o nivells de formalitat, el més formal dels quals, normalment el de l'aprenentatge i la religió, canvia a poc a poc, mentre que el registre més informal canvia molt més ràpid, però en molts casos no corren el risc de desenvolupar-se envers una diversificació en dialectes inintel·ligibles mútuament a causa de l'existència d'un registre més formal.
Koch argumenta que, en la Irlanda precristiana, el registre més formal de la llengua hauria estat aquell que utilitzaven les classes cultes i la casta religiosa, els druides, per a les seves cerimònies i per a l'ensenyament. Després de la conversió al cristianisme, els druides van perdre la seva influència, i l'irlandès primitiu formal va ser reemplaçat per l'irlandès de les classes altes i la noblesa, i pel llatí, la llengua de les noves castes religioses cultes, els monjos cristians. Les formes vernacles d'irlandès, és a dir, l'irlandès quotidià que parlaven les classes altes (anteriorment “amagat” per la influència conservadora del registre formal) va donar la impressió d'haver canviat ràpidament en aparèixer en els registres formals fins a establir-se un nou estàndard escrit: l'irlandès antic.